# Rainaut
Rainaut (fl. 1201-1245 o prima del 1249) è stato un trovatore occitano, di cui si conosce solo il prenome, originario di Aubusson, nel Limosino, identificabile forse con Rainaut o Renaud VI d'Aubusson o d'Albusson.
Probabilmente figlio di Guy I d'Aubusson e d'Assalide de Comborn. La moglie Margherita, secondo lo Chabaneau, fu l'amante di Gui d'Ussel, con il quale compose la tenzone o partimen "Segner Rainaut, vos qi-us faitz amoros".

## Partimen
Il dilemma proposto è quello di due amanti che amano "lealmente" la propria donna, dove uno dei due realizza il suo desiderio, facendo tutto ciò che vuole, e se ne va soddisfatto, mentre l'altro vive nel desiderio insoddisfatto di veder realizzato il suo sogno.
[Gui]

Segner Rainaut, vos qi·us faitz amoros,

Respondetz mi segon vostr’ escien:

De dos amantz qi amon leialmen,  	  	

Qals deu esser per razon plus joios:

Cel q’es jagutz una noig ab s’amia  	  	

E n’a agut tot aqo q’el volia

E torna s’en, o l’autres qui lai vai,

Q’en cuid’ aver zo q’ab jazer s’eschai.

[Rainaut]

En Gui d’Ucel, ges non fora razos	

Qu’eu respondes en aital partimen;

Car ni·l venir ni l’anar non enten;

Pero sui plus de l’anar cobeitos,

Qe ren no sai de drut qi lai iria

Com agues gaug, si adonc non l’avia,

Ni de l’autre com pogues aver jai,

Qant se partis d’aqo qe plus li plai!

[Gui]

Segner Rainaut, aitals partirs es bos

De q’om a pretz, honor e jauzimen,

E per q’om sap q’amatz es leialmen.

Et en l’anar fail hom maintas saizos;

Qe maintas ves l’en partra gelosia

O lauzengier o malastrucs en via;

Per q’ieu lo ben q’ieu n’ai agut pretz mai,

Non fas aqel qe no sai si·l n’aurai.

[Rainaut]

Per Dieu ! en Gui, be·us degran far joios

Cel qi lai vai li bon entendimen;

Mas tal paor ha no·i trop espaven.

Per qe sos jois non es tant cabalos;

Qe cel qi a joi de sa drudaria,

S’el en vol mais, donc n’a el, senz faillia,

Major enoi ; e qar faitz vos plus gai

Cel qi s’en part, q’aicel qi lai s’atrai?

Ser Rainaut, voi che vi fate amoroso,

ditemi secondo vostra scienza:

Di due amanti che aman lealmente

chi dei due a da esser più felice:

chi è stato una notte con l'amante

e tutto ciò che lui volle ha avuto

e se ne va, o l'altro che pur stando,

aspetta di aver ciò di cui ha voglia?

Ser Gui d’Ucel, non vi è ragione	

ch'io risponda a un tale partimen,

che amo sia restar che andare via;

ma d'andare il desire è più forte;

non so di amante che vi vada

e gioia n'abbia, se non possiede,

né di altro che gioia aver puote,

se da ciò che più il piace si diparte.

Signor Rainaut, un tal partire è buono

da che si ha valor, onore e godimento,

e perché si sa di amare lealmente.

E in se ne andar l'uomo ha molte pene;

che molte volte lo tien la gelosia

o i calunniatori o i miseri per via;

perché il ben di ch'io n'ebbi valor mai,

non è come quel che non sai se 'l n'avrai.

Per Dio! ser Gui, ben deve farvi gioia

quel che va con buon intendimento;

Ma tal paura n'ha e lo spavento,

perché non è sì piena la sua gioia;

quello che gaudio ha in far l'amore,

se vuol di più, ne avrà certo, invero,

maggior noia; perché più gioia per voi ha

chi sen va di colui che resta a suo modo?

## Un Rainaut omonimo
Esiste un altro Rainaut che fece una partimen ("Vos dos Gigelms, digaz vostre corage") con due interlocutori di nome Guillem
[Rainaut]

Vos dos Gigelms, digaz vostre corage,

cal mais vos plaz o cal mais vos valria.

Tres cavalers son engal d'un lignage:

l'un es astrues de joc, l'autre d'amia,

lo terz es d'armas que no.n troba conten.

Chausez vos dos, qu'ie.us faz lo partimen.

qu'eu mantenrai tan fort lo remanen

cascun dira que.l meiller partz es mia.

[Guillem 1]

Rainaut, tant am mi don de bon corage

qu'eu mantendrai l'astre de cortesia

ez a vos dos lais lo joc e.l bernage,

amors deus datz ez de cavalaria,

car joc des datz non es da hom valen

..........................

ni non vueill dar mon fin cor per argen

ni per dar caup, qu'enaissi m'en pen[t]ria.

[Guillem 2]

Vos dos, baros c'avez lo sen volage,

l'un qui mal part ez l'autre qui pietz tria,

eu mantendrai l'onor e.l vasalage

del cavalier c'ab las armas s'esvia,

car jocs des datz non es da hom valen

ni donjar non es bon trop soven,

per que vos dos vi[u]res honidamen

ez eu aurai honor e gaillardia.

[Rainaut]

Vos dos Gigelms c'avez lo sen follage,

pueis non sabez prendre meillor partia,

per amar dompnas a hom de gran damnage

ez autrestal de la cavalaria.

S'ieu jouc a joc, gaçaign or ni argen,

gaaign can vuoill - garaz com m'en enpren!

En vos m'en lais da aquest partimen

qu'eu aia a dreitz la maior seignoria.

Voi due Guillems, ditemi dunque,

qual più vi piave o per voi vale.

Tre cavalieri di simil rango sono:

un riesce al gioco, il secondo in amore,

il terzo alle armi abile senza eguali.

Scegliete voi due, che io fo il partimen,

così ch'io ribatterò per il rimanente

di ciò che ciascun dirà qual meglio sia.

Rainaut, sì amo donna mia di cuore

ch'io manterrommi alla cortesia,

e a voi il gioco lascio e il coraggio,

l'amore dei dadi e la cavalleria,

che il gioco ai dadi non è per uom valente

.............................

né voglio il mio fin cor dar per gioco

né per spada, sì che poi me ne dorrei.

Voi due signor ch'avete il senno vacuo,

un che mal parte e l'altro peggio sceglie,

io terrommi all'onore e al coraggio

del cavalier che predilige le armi,

ché giocare a dadi non è da uom valente

né molto spesso è buono donneare,

ché sì voi fate vita indecorosa

ed io n'avrei onore e gagliardia.

Voi due Guillems che il sen fallace avete,

da non saper pigliar miglior partita;

l'amar donne all'uomo è gran danno

e sì ugualmente la cavalleria.

Se gioco a dadi, guadagno oro e argento,

vinco ciò che voglio - guardate come prendo!

Da voi mi parto da questo partimen

che io di dritto ne ho più signoria.